# Øre (afsprængt)
 For alternative betydninger, se Øre (flertydig). (Se også artikler, som begynder med Øre)
Øre er i håndværkerkredse betegnelsen for den del af byggesten eller puds, der afsprænges på bagsiden, når man borer et hul gennem murværk uden den fornødne forsigtighed.